# Henri Miro
Pour les articles homonymes, voir Miro.
Henri (Enrique) Miro (13 novembre 1879 – 19 juillet 1950) est un compositeur/arrangeur, chef d’orchestre, pianiste et critique musical d’origine catalane. Il est un pionnier comme chef d’orchestre à la radio canadienne et ses œuvres ont été jouées dans toutes les salles de concert de Montréal. Il est davantage connu pour ses opéras mais l’Orchestre symphonique de Montréal a présenté quelques-unes de ses œuvres symphoniques,.